# Quintus Ligarius
Quintus Ligarius était un soldat et homme politique romain, ayant vécu aux alentours de l'an 50 avant Jésus-Christ, probablement décédé vers l'an 42 avant notre ère.
Homo novus devenu sénateur en 49 av. J.-C., il fut accusé de trahison pour s'être opposé à Jules César en défendant les intérêts de Pompée en Afrique, lors de la guerre civile (cf. De Bello civile). Il fut pourtant défendu de façon si éloquente par Marcus Tullius Cicero dans son Pro Q. Ligario que le dictateur accepta de lui accorder son pardon et l'autorisa à regagner Rome. Marqué par l'idéalisme républicain, il conspira avec Brutus et participa à l'assassinat de Jules César aux ides de mars.